# Lars-Gunnar Larsson
Lars-Gunnar Larsson, född 1947, är en svensk professor emeritus i finsk-ugriska språk vid Uppsala universitet (1982–2012). Han var även inspektor för Västgöta nation.
Larsson disputerade 1981 på en avhandling om grammatisk uppbyggnad av de östersjöfinska språken och har bland annat vetenskapligt beskrivit samt skapat undervisningsmaterial för samiska språk.
Larsson har vid flera tillfällen uttryckt oro för försämrade resurser och kunskaper i slaviska och finsk-ugriska språk vid landets universitet och högskolor.
En festskrift sammanställdes till Larssons 65-årsdag.
Larssons efterföljare på lärostolen i finsk-ugriska är Rogier Blokland.